# Euro Ice Hockey Challenge
Euro Ice Hockey Challenge, Euro Hockey Challenge, är en serie ishockeyturneringar för landslag som spelas i Europa varje säsong. Euro Ice Hockey Challenge spelades för första gången säsongen 2001/2002, och finns för lag som inte deltar i Euro Hockey Tour. Turneringarna i Euro Ice Hockey Challenge spelas ungefär samtidigt som Euro Hockey Tour, med skillnaden att på Euro Ice Hockey Challenge kan flera turneringar spelas samtidigt.

### Fotnoter
1. ↑  ”Russia sweeps in Sweden” (på engelska). Internationella ishockeyförbundet. 13 februari 2017. http://www.iihf.com/home-of-hockey/news/news-singleview/?tx_ttnews%5Btt_news%5D=11425&cHash=f6bfa366dbce46963a4d8aad64a2860b. Läst 27 maj 2017.